# Emfuleni Local Municipality
Emfuleni (englisch Emfuleni Local Municipality) ist eine Lokalgemeinde im Distrikt Sedibeng der südafrikanischen Provinz Gauteng. Der Sitz der Gemeindeverwaltung befindet sich in Vanderbijlpark. Bürgermeister ist Gift Moerane.

## Städte und Orte
- Evaton
- Sebokeng
- Sharpeville
- Vaal Oewer
- Vanderbijlpark
- Vereeniging

## Bevölkerung
Im Jahr 2011 hatte die Gemeinde 721.663 Einwohner in 220.135 Haushalten auf einer Gesamtfläche von 965,89 km². Davon waren 85,4 % schwarz, 12 % weiß, 1,2 % Coloured und 1 % Inder bzw. Asiaten. Erstsprache war zu 52 % Sesotho, zu 13 % isiZulu, zu 12,4 % Afrikaans, zu 7,8 % isiXhosa, zu 4,4 % Englisch, zu 2,5 % Setswana, zu 1,6 % Sepedi, zu 1,3 % Xitsonga, zu jeweils 0,5 % isiNdebele und Tshivenda, sowie zu 1,6 % eine andere Sprache.

## Sehenswürdigkeiten
- Witkop Blockhouse

## Städtepartnerschaften
Es bestehen Partnerschaften mit den niederländischen Städten Tilburg und Eindhoven.